# Horisontal
|  | Wiktionary har ordboksartiklar om horisontal, horisontell och vågrät. |

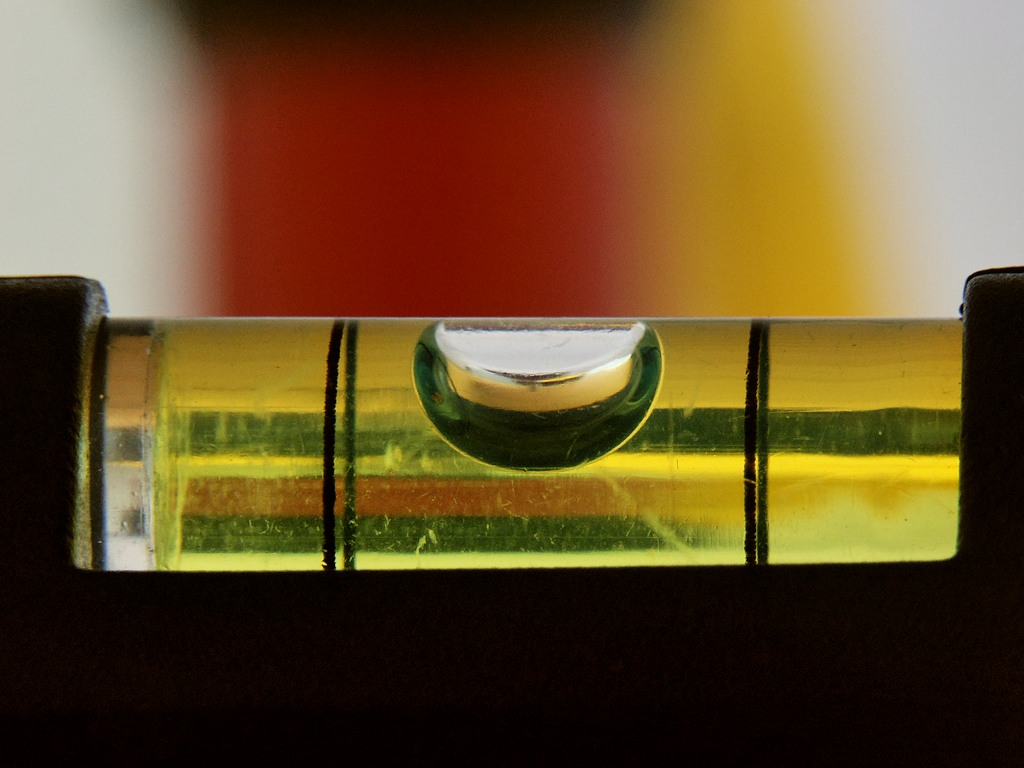
Vattenpass

Horisontal eller horisontell (av "horisont"), även vågrätt eller liggande, är en vinkel orienterad vinkelrät längsgående vertikalen (lodrätt, stående), den riktning som anger åt vilket håll rakt neråt är i relation till situationen. En horisontell linje går alltså från vänster till höger (eller vice versa), medan en vertikal linje går från topp till botten (eller vice versa), etc.